# Emoglobina glicata
L'emoglobina glicosilata (o glicata), in sigla HbA1c, è una forma di emoglobina che viene dosata per quantificare la concentrazione plasmatica media del glucosio in un lasso di tempo medio/lungo.
Viene prodotta in una reazione non-enzimatica a seguito dell'esposizione dell'emoglobina normale al glucosio plasmatico. La glicazione alta dell'emoglobina è stata associata con le malattie cardiovascolari, le nefropatie e la retinopatia del diabete mellito. Il monitoraggio dell'HbA1c nei pazienti con diabete di tipo 1 può migliorare il trattamento.

## Storia
L'emoglobina A1c fu separata dalle altre forme di emoglobina da Huisman e Meyering nel 1958 mediante una colonna cromatografica. Venne caratterizzata per la prima volta come glicoproteina da Bookchin e Gallop nel 1968. Il suo aumento nel diabete fu descritto per la prima volta nel 1969 da Samuel Rahbar e collaboratori La reazione che porta alla sua formazione fu caratterizzata da Bunn e i suoi collaboratori nel 1975.
L'uso dell'emoglobina A1c per il monitoraggio del grado di controllo del metabolismo glucidico in pazienti diabetici fu proposto nel 1976 da Anthony Cerami, Ronald Koenig e collaboratori.

## Principio
Nel normale arco di vita (120 giorni) dei globuli rossi, le molecole di glucosio reagiscono con l'emoglobina formando emoglobina glicata. In individui diabetici che hanno scarso controllo della glicemia, la quantità della emoglobina glicata che si forma è più elevata che nei soggetti sani o nei soggetti diabetici con un buon controllo glicemico ottenuto dalla terapia. Un aumento di emoglobina glicata all'interno dei globuli rossi, pertanto, riflette il livello medio di glucosio al quale l'emazia è stata esposta durante il suo ciclo vitale. Il dosaggio della emoglobina glicata fornisce valori indicativi dell'efficacia della terapia, monitorando la regolazione a lungo termine del glucosio sierico. Il livello di HbA1c è proporzionale alla concentrazione media del glucosio durante le quattro settimane – tre mesi precedenti. Alcuni ricercatori affermano che la porzione più grande del suo valore sia da attribuire a un periodo di tempo relativamente più breve, da due a quattro settimane.
Nel 2010 l'American Diabetes Association Standards of Medical Care in Diabetes ha aggiunto il criterio A1c ≥ 6,5% come ulteriore criterio per la diagnosi clinica di diabete mellito, tuttavia l'argomento è controverso e questo criterio non è stato adottato universalmente.

## Misurazione dell'emoglobina glicata
Esistono diversi metodi di misura dell'HbA1c.
I laboratori di analisi usano:
- Elettroforesi capillare
- Cromatografia liquida ad alta prestazione (HPLC)
- Dosaggio immunologico

Gli strumenti presenti nei saggi presso il punto di assistenza (come gli ambulatori medici e le farmacie) usano:
- Dosaggio immunologico
- Cromatografia di affinità[10]

Negli Stati Uniti, i test utilizzati presso il punto di assistenza sono certificati dal National Glycohemoglobin Standardization Program (NGSP) per standardizzarli nei confronti dei risultati ottenuti dal Diabetes Control and Complications Trial (DCCT) del 1993.

### Il passaggio alle unità dell'IFCC
Nell'agosto del 2008 l'American Diabetes Association (ADA), la European Association for the Study of Diabetes (EASD) e l'International Diabetes Federation (IDF) hanno stabilito che, in futuro, l'HbA1c dovrà essere refertata con le unità dell'IFCC (International Federation of Clinical Chemistry and Laboratory Medicine). La refertazione in unità IFCC è stata introdotta in Europa, fatta eccezione per il Regno Unito, nel 2003; nel Regno Unito, il 1º giugno del 2009 è stata introdotta la doppia refertazione, che è rimasta in vigore fino al 1º giugno 2011.
La relazione tra le due grandezze è data dalla seguente formula: IFCC-HbA1c (mmol/mol) = [DCCT-HbA1c (%) - 2.15] × 10.929
| DCCT- HbA1c | IFCC-HbA1c |
| ----------- | ---------- |
| (%)         | (mmol/mol) |
| 4.0         | 20         |
| 5.0         | 31         |
| 6.0         | 42         |
| 6.5         | 48         |
| 7.0         | 53         |
| 7.5         | 59         |
| 8.0         | 64         |
| 9.0         | 75         |
| 10.0        | 86         |

### Interpretazione dei risultati
A partire dal confronto dei valori di emoglobina glicata coi valori medi di glucosio plasmatico nell'uomo, è stato possibile costruire la seguente tabella:
| HbA1c (%) | Glicemia media (mmol/L) | Glicemia media (mg/dL) |
| --------- | ----------------------- | ---------------------- |
| 5         | 4.5                     | 90                     |
| 6         | 6.7                     | 120                    |
| 7         | 8.3                     | 150                    |
| 8         | 10.0                    | 180                    |
| 9         | 11.6                    | 210                    |
| 10        | 13.3                    | 240                    |
| 11        | 15.0                    | 270                    |
| 12        | 16.7                    | 300                    |

Una riduzione dell'1% dei livelli di HbA1c riduce del 21% il rischio di complicanze complessive e del 21% la mortalità dovuta alle complicanze del diabete.